# Frères Schweizer
Paul, William (Bill) et Ernest Schweizer sont  trois frères qui ont commencé à construire des planeurs en 1930.
En 1937, ils fondent la Schweizer Metal Aircraft Company. Leur première vente commerciale de planeurs était un planeur SGU 1-7 (en)  au Altosaurus Glider Club de l'Université de Harvard. A cette époque, Eliot Noyes était pilote de planeur dans le club de vol à voile de Harvard (Harvard soaring club). Ce planeur a ensuite été restauré et réside actuellement au National Soaring Museum à Elmira, New York.
En 1939, les frères Schweizer ont déménagé à Elmira, New York, et se sont incorporés sous le nom de Schweizer Aircraft. Mieux connus à l'échelle internationale pour leurs planeurs, ils se sont également souvenus de l'importance des gens qui travaillaient avec eux et pour eux. Au cours de leurs près de 70 ans, ils ont permis la création de diverses machines volantes ; des planeurs aux crop dusters en passant par les hélicoptères, tout en contribuant à l'industrie aéronautique dans son ensemble, et à la partie sud de New York en particulier.
Selon un récent éditorial de la Elmira Star-Gazette, au moment de vendre l'entreprise, les frères ont voulu trouver un repreneur qui respecte leurs valeurs et leurs gens, et ont choisi la Sikorsky Aircraft Corporation (une filiale d'UTC ) dans le Connecticut. La vente a été conclue avec succès en 2004, offrant des opportunités de croissance à Schweizer.
Les trois frères ont été intronisés au Soaring Hall of Fame des États-Unis  ; Paul et Ernest dans sa deuxième année, 1955 (avec les frères Wright), et plus tard William en 1984. Paul et Ernest ont également remporté le trophée commémoratif Warren E. Eaton de 1953, considéré comme la plus haute distinction de la Soaring Society of America.
En 1940, le pilote Lewin Barringer a compilé un livre, Flight Without Power: The Art of Gliding and Soaring, auquel Paul et Ernest Schweizer ont contribué pour les parties aérodynamique, conception, construction et l'entretien des planeurs,.